# Mopipi
Mopipi est une ville du Botswana.